# 中村祐太
中村 祐太（なかむら ゆうた、1995年8月31日 - ）は、東京都江戸川区出身のプロ野球選手（投手）。右投右打。埼玉西武ライオンズ所属。

## 経歴

### プロ入り前
小学校1年生のときに野球を始め、江戸川区立小岩第五中学校時代は硬式野球の江戸川中央シニアでプレーした。
関東第一高校へ進学し、1年秋からベンチ入りすると、いきなりチームのエース格となり、東京大会のマウンドは同期の醍醐駿平と2人で投げ、帝京との決勝では中村が先発。投げては1安打完封、打っては先制適時二塁打を放つ活躍で、チームを同大会4年ぶり2度目の優勝に導いた。その後は明治神宮大会に出場し、愛工大名電との1回戦でも8回2失点と好投。ただ、打線の援護がなく、チームは敗退した。翌2012年春の甲子園大会にも出場すると、中村の3試合連続完投勝利でチームは25年ぶりのベスト4へ進出。疲労を考慮されて光星学院との準決勝では、3点ビハインドの6回裏からリリーフ登板となったが、3回3失点でチームも敗れた。
甲子園大会1回戦直前の練習にて、渋滞により練習会場への到着が遅れたことから、到着してすぐに「急いでやろう」とウォーミングアップが不足した状態で走ったところ、左股関節を痛めており、同大会終了後には「ちょっと歩くのにも痛いです」という状態で病院を受診し、左腸骨の剥離骨折と診断された。2年夏の東東京大会では成立学園との4回戦で同大会初先発となったが、7回4失点でチームも敗退。2年秋は日大鶴ヶ丘との東京大会1回戦で敗退し、3年夏も二松学舎大付との東東京大会準決勝で敗退した。
2013年10月24日に開催されたドラフト会議にて、広島東洋カープから5位指名を受けた。11月17日には契約金3000万円・年俸460万円で仮契約を結んだ。背番号は67。

### 広島時代

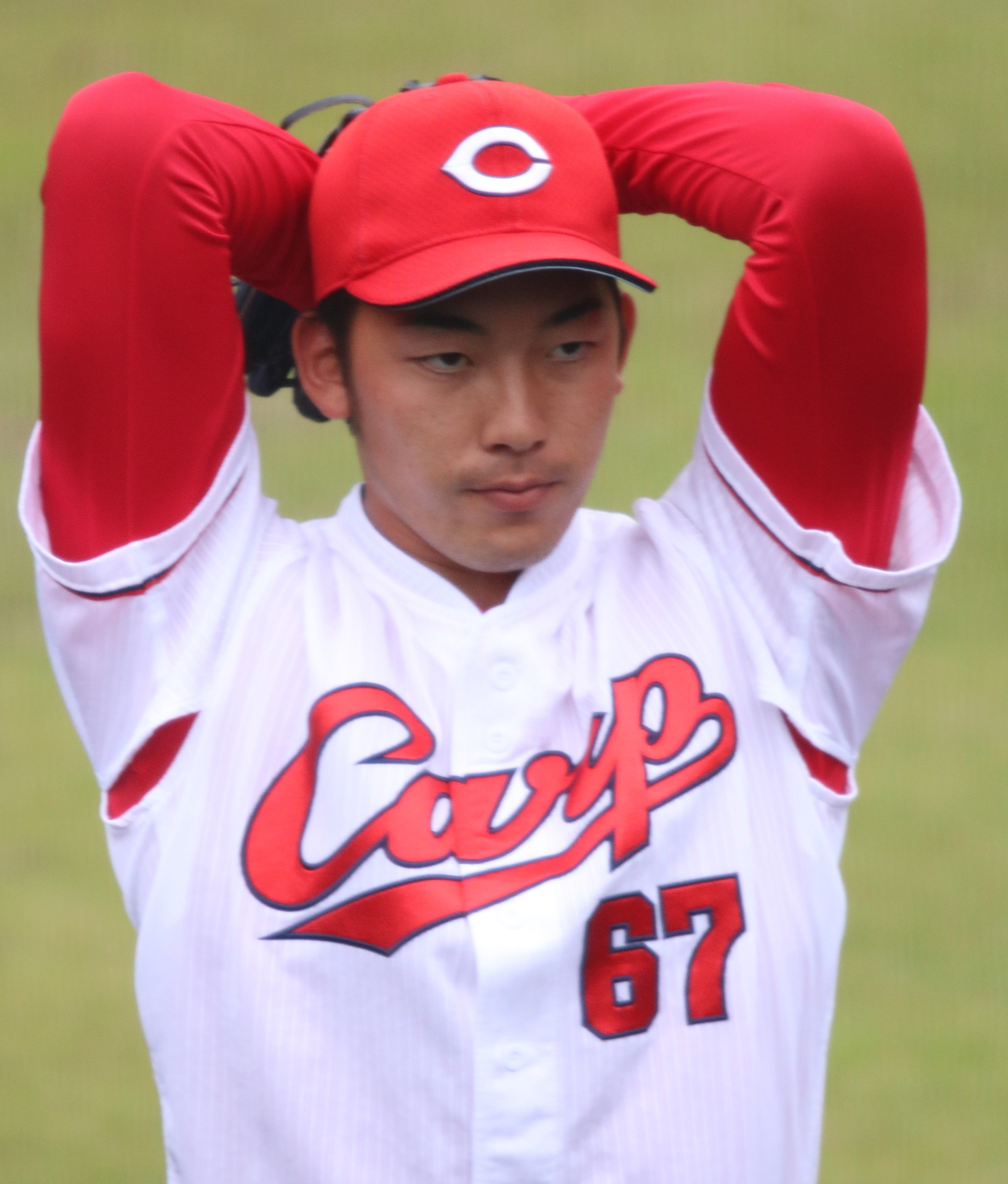
広島時代
（2017年11月 天福球場）

2014年はウエスタン・リーグで2試合に登板し、防御率6.75という成績であった。秋季キャンプ中には、右足首付近の痛みを訴えて11月15日に広島へ戻り、同19日に広島市内の病院で右足内顆疲労骨折と診断された。
2015年はウエスタン・リーグで2試合に登板し、0勝1敗・防御率38.57という成績であった。
2016年は右肩の痛みがあり、ウエスタン・リーグでは10試合に登板し、1勝3敗・防御率5.13という成績であった。
2017年はウエスタン・リーグで5試合に登板し、リーグ1位の24奪三振、同2位の防御率2.14を記録すると、5月3日の中日ドラゴンズ戦でプロ初登板初先発。5回5安打2四球4奪三振3失点の内容で5回裏に代打を送られたが、この攻撃でチームが逆転して勝利したことで、中村にプロ初勝利が記録された。チームは、前年に151回2/3を投げて防御率3.09を記録した黒田博樹が現役引退し、先発陣の弱体化が懸念されていた中、開幕投手のジョンソンは体調不良と故障で2度の離脱、開幕ローテーションに入った床田寛樹は4月中旬に左肘を痛めて7月末に手術、同じく開幕ローテーションに入った九里亜蓮はシーズン途中からリリーフへ配置転換、前年13先発の福井優也は背中の張りで出遅れて5先発にとどまったなど、先発陣に誤算が続いたが、中村はその穴を埋める活躍を見せた。初先発以降は登録抹消と再登録を3度繰り返しながらも、先発ローテーションの一角を担い、この年は一軍で15試合（14先発）に登板し、5勝4敗・防御率3.74という成績でチームのリーグ連覇に貢献し、ポストシーズンでも一軍に帯同。ただ、チームは横浜DeNAベイスターズとのCSファイナルステージで敗退し、中村の登板機会は無かった。オフに倍増となる推定年俸900万円で契約を更改した。
2018年は春季キャンプ終盤の練習試合で打球が胸に直撃して緊急降板。右側胸部打撲と診断され、離脱を余儀なくされ、開幕から出遅れたものの、4月18日の東京ヤクルトスワローズ戦でシーズン初登板初先発となり、打っては3回裏に先制適時打を放ち、投げては7回1失点の好投でシーズン初勝利を挙げた。続く同24日のDeNA戦では、完投目前の9回一死から安打と連続四球で満塁のピンチを招いて降板となったものの、自己最長の8回1/3を2失点の好投で勝利投手。5月1日の読売ジャイアンツ戦でも勝利投手となり、開幕3戦3勝の好スタートを切ったが、その後は4試合連続で、4失点以上で5回までに早期降板となり、自身4連敗を喫した。7試合の先発登板で3勝4敗・防御率6.63という成績で6月8日に登録抹消。9月13日に再登録され、1試合のリリーフ登板を経て、同25日のDeNA戦に先発したが、5回2失点で勝敗は付かず、翌26日に出場選手登録を抹消され、この年は9試合（8先発）の登板で3勝4敗・防御率6.04という成績であった。ポストシーズンでは、CS期間中は出場選手登録されなかったものの、福岡ソフトバンクホークスとの日本シリーズでは出場資格者名簿に名を連ね、全6試合にリリーフとしてベンチ入り。第4戦でポストシーズン初登板を果たし、1回無失点に抑えた。オフに300万円増となる推定年俸1200万円で契約を更改した。
2019年も開幕を二軍で迎え、ウエスタン・リーグでは6試合に登板し、4勝1敗・防御率2.72を記録すると、5月5日の巨人戦でシーズン初登板初先発となったが、3回2/3を2失点で勝敗は付かなかった。翌6日に出場選手登録を抹消されて以降も二軍で先発調整が続いていたが、5月23日の二軍戦で3回4失点を喫すると、同31日の二軍戦ではリリーフ登板となり、その後もリリーフとして登板を重ね、6月25日に再登録。ただ、同28日のDeNA戦では4点ビハインドの7回裏から登板し、2回6失点と振るわず、翌29日に出場選手登録を抹消された。降格後初登板となった7月4日の二軍戦で打者5人に対して3安打、1/3回を1失点で敗戦投手となると、3週間ほど公式戦登板から離れ、同28日の二軍戦で久々の登板となったが、1回4安打1四球5失点。続く2登板では無失点に抑えるも、8月22日の二軍戦では1回3安打2失点で敗戦投手となったなど、二軍でも苦しい投球が続き、一軍再昇格は果たせず、この年は2試合（1先発）の登板で防御率12.71という成績に終わった。オフに200万円減となる推定年俸1000万円で契約を更改した。
2020年は新型コロナウイルスの影響で120試合制の短縮シーズンとなり、開幕も6月19日に延期された。この年も開幕を二軍で迎えたが、9月に入ると一軍の先発陣では、ジョンソンが開幕7連敗の不振で9月4日に登録抹消、大瀬良大地は同6日に登録抹消されて右肘手術と離脱が相次ぎ、中村は9月20日のヤクルト戦でシーズン初登板初先発。初回先頭から3者連続被弾を喫し、5回裏には左足を攣ってイニング途中で降板となり、4回2/3を3失点で敗戦投手となった。続く同27日のDeNA戦でも敗戦投手となったが、6回2失点とゲームメイクし、10月4日のヤクルト戦でも先発機会を得ると、5回1失点でシーズン初勝利。一軍では自身887日ぶりとなる白星を挙げた。その後もシーズン終了まで先発ローテーションを回り、この年は8試合の先発登板で3勝4敗・防御率2.31を記録。オフに500万円増となる推定年俸1500万円で契約を更改した。
2021年は自身初の開幕ローテーション入りを果たし、4月1日の阪神タイガース戦でシーズン初登板初先発となったが、6回6失点（自責点5）で敗戦投手。続く同8日のヤクルト戦でも3回6失点で敗戦投手となり、翌9日に出場選手登録を抹消された。6月4日の東北楽天ゴールデンイーグルス戦で先発機会を得たが、4回5失点で敗戦投手となり、翌5日に登録抹消。その後の一軍再昇格は果たせず、この年は3試合の先発登板で0勝3敗・防御率11.08という成績に終わり、オフに200万円減となる推定年俸1300万円で契約を更改した。
2022年はウエスタン・リーグで20試合に登板して5勝7敗、100イニングを投げて防御率4.68と二軍でも苦しい投球が続き、一度も一軍へ昇格することができずにシーズンを終えた。オフに100万円減となる推定年俸1100万円で契約を更改した。
2023年は春先から二軍でリリーフ起用となり、4月8日に出場選手登録。同12日の中日戦でシーズン初登板となり、1回無失点に抑えたものの、この1試合のみで4月15日に出場選手登録を抹消された。5月6日に再登録されたが、登板機会がないまま、同11日に登録抹消。6月3日に再登録されたが、同18日の埼玉西武ライオンズ戦で1回4失点（自責点0）を喫した登板を最後に、6月26日に出場選手登録を抹消された。その後の一軍再昇格は果たせず、この年は5試合の登板で防御率1.29を記録。オフに100万円減となる推定年俸1000万円で契約を更改した。

### 西武時代
2023年12月8日に開催された現役ドラフトの結果、埼玉西武ライオンズへ移籍することが発表された。背番号は58。なお、西武には同姓の中村剛也が以前より在籍しているため、スコアボード上および報道上の表記は「中村祐」、背ネーム表記は「Y.NAKAMURA」となる。
2024年は開幕こそ二軍で迎えたものの、3月31日に出場選手登録され、4月7日の北海道日本ハムファイターズ戦で移籍後初登板を果たし、1回無失点に抑えた。5月6日の千葉ロッテマリーンズ戦で2回6安打2四死球4失点を喫すると、翌7日に出場選手登録を抹消されたが、最短10日間で5月17日に再登録。その後はイニング跨ぎやピンチの場面での火消しなど、フル回転した。8月18日の楽天戦でも無失点に抑えたが、三死目を奪った際に、痛烈な当たりのピッチャーゴロを受け、翌19日に登録抹消。8月28日の二軍戦で10日ぶりに実戦登板し、9月14日に再登録されると、シーズン終了まで一軍に帯同した。この年は27試合の登板で0勝1敗・防御率3.09を記録。

## 選手としての特徴
| 球種           | 配分 % | 平均球速 km/h | 被打率 |
| -------------- | ------ | ------------- | ------ |
| ストレート     | 46.2   | 144.4         | .260   |
| カットボール   | 21.4   | 137.5         | .115   |
| スライダー     | 19.9   | 128.0         | .250   |
| チェンジアップ | 09.8   | 133.9         | .143   |
| カーブ         | 02.8   | 115.8         | .667   |

最速150km/hを計測したストレートは、カットしながら打者の手元で伸びるような特殊な軌道であり、バットの芯を外しやすい。
変化球はカットボール、スライダー、チェンジアップ、カーブなどを投じる。

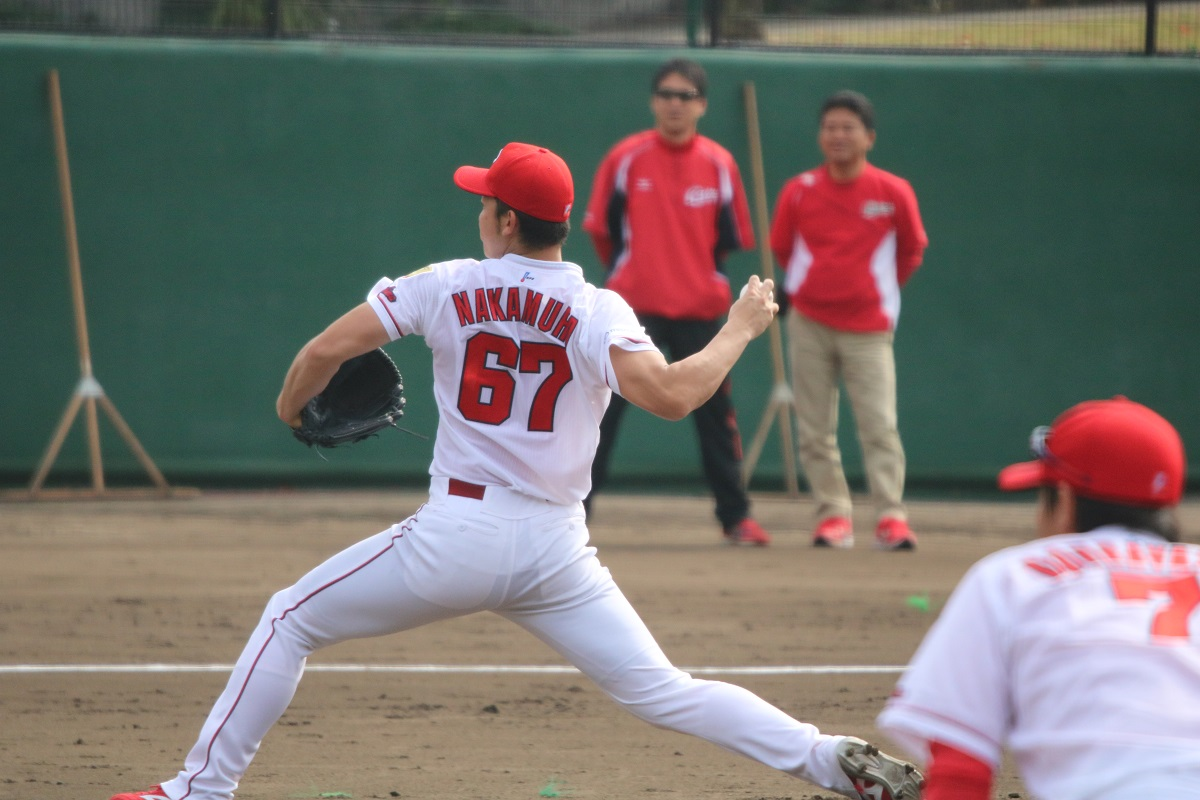
投球フォーム
（2017年11月 天福球場）

高卒右腕という経歴、クセのない投球フォーム、スライダーを武器とする投球スタイル、二軍では本塁打を記録した打撃センスの高さなどが前田健太を彷彿とさせることから、広島時代は“マエケン2世”とも呼ばれていた。
広島時代の9年間は主に先発として起用されたが、西武移籍1年目はリリーフとして起用され、本人は「もともと気持ちの切り替えが下手で、先発のときは打たれると『あー』ってすごく沈んじゃって、次の登板までの期間が地獄で」「野球が毎日できること、すべての試合に帯同できることも含め、今は中継ぎが好きですね」と話している。

## 人物
自身の性格について本人は「好きなことに没頭できる」「マイペース」「飽きっぽい」と答え、関東第一高校時代の米澤貴光監督も「彼は皆といてもバカ騒ぎするようなこともなく、マイペースな性格」と話している。
漫画『黒子のバスケ』のファン。なお、中村自身も中学時代にバスケットボール部の顧問から勧誘を受けたこともある。

## 詳細情報

### 年度別投手成績
| 年 度     | 球 団     | 登 板 | 先 発 | 完 投 | 完 封 | 無 四 球 | 勝 利 | 敗 戦 | セ 丨 ブ | ホ 丨 ル ド | 勝 率 | 打 者 | 投 球 回 | 被 安 打 | 被 本 塁 打 | 与 四 球 | 敬 遠 | 与 死 球 | 奪 三 振 | 暴 投 | ボ 丨 ク | 失 点 | 自 責 点 | 防 御 率 | W H I P |
| --------- | --------- | ----- | ----- | ----- | ----- | -------- | ----- | ----- | -------- | ----------- | ----- | ----- | -------- | -------- | ----------- | -------- | ----- | -------- | -------- | ----- | -------- | ----- | -------- | -------- | ------- |
| 2017      | 広島      | 15    | 14    | 0     | 0     | 0        | 5     | 4     | 0        | 0           | .556  | 312   | 74.2     | 68       | 7           | 26       | 0     | 2        | 54       | 1     | 0        | 33    | 31       | 3.74     | 1.26    |
| 2018      | 広島      | 9     | 8     | 0     | 0     | 0        | 3     | 4     | 0        | 0           | .429  | 205   | 44.2     | 50       | 8           | 21       | 1     | 5        | 31       | 1     | 0        | 33    | 30       | 6.04     | 1.59    |
| 2019      | 広島      | 2     | 1     | 0     | 0     | 0        | 0     | 0     | 0        | 0           | ----  | 32    | 5.2      | 11       | 3           | 5        | 0     | 0        | 4        | 1     | 0        | 8     | 8        | 12.71    | 2.82    |
| 2020      | 広島      | 8     | 8     | 0     | 0     | 0        | 3     | 4     | 0        | 0           | .429  | 191   | 46.2     | 42       | 8           | 11       | 0     | 2        | 37       | 1     | 0        | 12    | 12       | 2.31     | 1.14    |
| 2021      | 広島      | 3     | 3     | 0     | 0     | 0        | 0     | 3     | 0        | 0           | .000  | 65    | 13.0     | 21       | 3           | 5        | 0     | 0        | 6        | 0     | 0        | 17    | 16       | 11.08    | 2.00    |
| 2023      | 広島      | 5     | 0     | 0     | 0     | 0        | 0     | 0     | 0        | 0           | ----  | 31    | 7.0      | 9        | 1           | 1        | 0     | 0        | 3        | 0     | 0        | 5     | 1        | 1.29     | 1.43    |
| 2024      | 西武      | 27    | 0     | 0     | 0     | 0        | 0     | 1     | 0        | 0           | .000  | 134   | 32       | 26       | 2           | 12       | 3     | 2        | 17       | 2     | 0        | 12    | 1        | 3.09     | 1.19    |
| 通算：7年 | 通算：7年 | 69    | 34    | 0     | 0     | 0        | 11    | 16    | 0        | 0           | .407  | 970   | 223.2    | 227      | 32          | 81       | 4     | 11       | 152      | 6     | 0        | 120   | 109      | 4.39     | 1.38    |

- 2024年度シーズン終了時

### 年度別守備成績
| 年 度 | 球 団 | 投手  | 投手  | 投手  | 投手  | 投手  | 投手     |
| 年 度 | 球 団 | 試 合 | 刺 殺 | 補 殺 | 失 策 | 併 殺 | 守 備 率 |
| ----- | ----- | ----- | ----- | ----- | ----- | ----- | -------- |
| 2017  | 広島  | 15    | 5     | 6     | 3     | 0     | .786     |
| 2018  | 広島  | 9     | 1     | 4     | 1     | 0     | .833     |
| 2019  | 広島  | 2     | 0     | 0     | 0     | 0     | ----     |
| 2020  | 広島  | 8     | 0     | 6     | 0     | 0     | 1.000    |
| 2021  | 広島  | 3     | 1     | 2     | 0     | 0     | 1.000    |
| 2023  | 広島  | 5     | 0     | 2     | 0     | 0     | 1.000    |
| 2024  | 西武  | 27    | 5     | 5     | 0     | 0     | 1.000    |
| 通算  | 通算  | 69    | 12    | 25    | 4     | 0     | .902     |

- 2024年度シーズン終了時

### 記録
初記録
投手記録
- 初登板・初先発登板・初勝利・初先発勝利：2017年5月3日、対中日ドラゴンズ5回戦（MAZDA Zoom-Zoom スタジアム広島）、5回3失点4奪三振[22]
- 初奪三振：同上、1回表にダヤン・ビシエドから空振り三振

打撃記録
- 初打席：2017年5月3日、対中日ドラゴンズ5回戦（MAZDA Zoom-Zoom スタジアム広島）、3回裏に吉見一起から遊ゴロ
- 初安打：2017年5月18日、対横浜DeNAベイスターズ9回戦（MAZDA Zoom-Zoom スタジアム広島）、5回裏に尾仲祐哉から右前安打
- 初打点：2017年9月13日、対横浜DeNAベイスターズ22回戦（MAZDA Zoom-Zoom スタジアム広島）、1回裏に飯塚悟史から適時内野安打

その他の記録
- 初回先頭打者から3者連続被本塁打：2020年9月20日、対東京ヤクルトスワローズ14回戦（明治神宮野球場）、1回裏に濱田太貴、青木宣親、山田哲人に被本塁打 ※史上5人目[86]

### 背番号
- 67（2014年 - 2023年）
- 58（2024年 - ）

### 登場曲
- 「On Our Way」The Royal Concept（2017年）
- 「みんなのカープ」ポルノグラフィティ（2018年 - 2023年）
- 「THE DAY」ポルノグラフィティ（2024年 - ）